# Hickman megye (Tennessee)
Hickman megye az Amerikai Egyesült Államokban, azon belül Tennessee államban található. Megyeszékhelye és legnagyobb városa Centerville. Lakosainak száma 24 925 fő (2020. április 1.). Hickman megye Dickson, Williamson, Maury, Lewis, Perry és Humphreys megyékkel határos.

## Népesség
A megye népességének változása:
| Lakosok száma | 24 671 | 24 390 | 24 216 | 24 267 | 24 363 | 24 925 |
|               | 2010   | 2011   | 2012   | 2013   | 2015   | 2020   |